# Leonard Witold Maringe
Leonard Witold Stanisław Maringe (ur. 7 lub 17 grudnia 1890 w Smolinie, zm. 12 czerwca 1966 w Warszawie) – polski inżynier, rolnik, ekonomista.

## Życiorys
Syn Leonarda (1857–1933) i Zuzanny z Kożuchowskich (1861–1939). Miał siostrę Jadwigę (1893–1976) oraz braci Tadeusza (1888–1950) i Stefana (zm. 1908).  
Początkowo uczęszczał do szkoły realnej w Kaliszu, w 1902 roku przeniósł się do gimnazjum Wojciecha Górskiego, a następnie do gimnazjum Emiliana Konopczyńskiego w Warszawie. Angażował się w działalność Związku Postępowej Młodzieży Polskiej, w 1905 roku brał udział w strajku szkolnym, a w 1907 roku został aresztowany przez ochranę. Dzięki interwencji ojca opuścił areszt i wyjechał do Belgii. Ostatecznie został zaocznie skazany na karę pół roku więzienia, z czego 3 miesiące odbył oczekując w areszcie na proces. W 1910 roku przyjechał do Polski i odbył resztę kary w więzieniu w Kaliszu. 
W 1913 lub 1914 ukończył studia w Instytucie Rolniczym w Gembloux w Belgii. Praktykę rolną odbywał początkowo u Ludomiła Pułaskiego w Grzymiszewie, a następnie u Ignacego Kożuchowskiego w Brudzyniu. W 1915 roku objął stanowisko administratora majątku Wrząca, należącego do Aleksieja Topiejskiego. W 1916 roku został administratorem 15 majątków na ziemi łomżyńskiej, które zostały opuszczone przez swoich właścicieli z powodu działań wojennych. 12 grudnia 1917 roku w Warszawie wziął ślub z Zofią Wyganowską, z którą miał siedmioro dzieci: Marię Danutę (1918–2005), Andrzeja (1919–1944, żołnierza zgrupowania „Radosław”, poległego podczas powstania warszawskiego), Wandę Krystynę (1920–2016, Sprawiedliwą wśród Narodów Świata), Janinę (1922–2010), bliźniaków Leszka (1923–1944, również żołnierza zgrupowania „Radosław” i ofiarę powstania warszawskiego) i Zbigniewa (1923–1925) oraz Mariolę Marię Teresę (1929–2005).
W 1918 roku wyjechał z ziemi łomżyńskiej i został administratorem majątku Łask Janusza Szweycera, a następnie majątków Zbiersk i Petryki oraz majątku Złotniki Wielkie Wojciecha Wyganowskiego. Jako administrator pracował do 1920 roku. W 1919 roku wraz z bratem Tadeuszem zakupił majątek Lenartowo, gdzie następnie zamieszkał z żoną. W 1920 brał udział w wojnie polsko-bolszewickiej w składzie 203 ochotniczego pułku ułanów, za co został dwukrotnie odznaczony Krzyżem Walecznych. 
W latach 20. XX wieku na prośbę dyrektora Warszawskiego Syndykatu Rolniczego, Zygmunta Chrzanowskiego, podjął się budowy młyna w Kruszwicy. Pracował również jako doradca w wielu majątkach, a w 1930 roku został administratorem majątku w Kruchowie. W latach 1935–1937 sprawował nadzór sądowy m.in. nad majątkami Targownica, Marcinkowo Dolne, Malczewo, Żydowo i Łubowo. W 1934 został dyrektorem, a później prezesem Biura Ekonomicznego Organizacji Rolniczych oraz Przemysłu Rolnego w Poznaniu. Był członkiem zarządu Związku Rolników z Wyższym Wykształceniem.
W październiku 1939 roku został wysiedlony z majątku Lenartowo i musiał osiedlić się w Generalnym Gubernatorstwie. Początkowo mieszkał we wsi Zuzanna koło Tłuszcza. Pod koniec 1940 roku podjął pracę w fabryce maszyn rolniczych „Plon” w Lublinie. W czerwcu 1941 roku przeniósł się do Warszawy, gdzie zamieszkał u brata Tadeusza, a następnie wynajął mieszkanie w Boernerowie. Pracował w Radzie Głównej Opiekuńczej, a później w Centralnym Urzędzie Rolniczym, gdzie pracował do wybuchu powstania warszawskiego.
W latach 1939–1945 działał w konspiracji, początkowo w Tajnej Armii Polskiej pod dowództwem majora Jana Włodarkiewicza i w ścisłym kierownictwie organizacji Znak. Od 1941 roku pracował w komórce pomocy społecznej Związku Walki Zbrojnej, a od 1942 roku w Departamencie Rolnictwa w Delegaturze Rządu na Kraj, gdzie został dyrektorem. Od 1943 roku opracowywał monografie gospodarcze regionu Gdańska i Olsztyna. Podczas powstania warszawskiego mieszkał w Szeligach i Piastowie. W grudniu 1944 roku wyjechał do Częstochowy, gdzie mieszkała jego córka, Danuta. W lutym 1945 roku przeniósł się do Poznania
Bezpośrednio po wojnie został pełnomocnikiem ministra rolnictwa dla akcji siewnej w poznańskiem i na ziemi lubuskiej. Od 1946 pełnił funkcję dyrektora Państwowych Nieruchomości Ziemskich.
23 sierpnia 1949 roku został aresztowany wraz z innymi osobami z centrali PNZ i oskarżony o działalność na szkodę Państwa Polskiego. Razem z nim zostali oskarżeni: Lucjusz Kempisty, Władysław Englicht, Feliks Sommer, Kazimierz Papara, Andrzej Potworowski, Ludwik Slaski i Zdzisław Lechnicki. Proces miał charakter polityczny i był skierowany przeciwko byłym ziemianom. 16 grudnia 1949 roku sprawa została przekazana do Naczelnej Prokuratury Wojskowej. 3 lutego 1951 roku Wojskowy Sąd Rejonowy w Warszawie w składzie mjr Mieczysław Widaj, por. Antoni Klepuszewski i por. Edward Kordulski skazał go na karę dożywotniego pozbawienia wolności, utratę praw publicznych i honorowych na 5 lat oraz przepadek całego mienia.
Karę pozbawienia wolności odbywał w zakładzie karnym we Wronkach. W trakcie siedmioletniego pobytu w więzieniu pisał różne rozprawy z dziedziny agrotechniki i organizacji gospodarstw publikowanych pod pseudonimem W. Smoliński. W 1956 roku wyszedł na wolność i został zrehabilitowany.
W 1956 roku rozpoczął pracę jako kierownik Pracowni Badań Ekonomiki i Organizacji Produkcji Rolnej Polskiej Akademii Nauk. Od stycznia 1957 roku był doradcą ministra rolnictwa. Członek Komitetu Ekonomiki Rolnictwa Wydziału V Polskiej Akademii Nauk, konsulent Wydziału Ekonomicznego Stowarzyszenia „Pax” i przewodniczący Rady Techniczno–Ekonomicznej Zjednoczenia Nasiennictwa Ogrodniczego i Szkółkarstwa. Autor i współautor wielu książek i artykułów. W 1959 roku został odznaczony Krzyżem Oficerskim Orderu Odrodzenia Polski.
Zmarł nagle, 12 czerwca 1966 roku. Pochowany na Powązkach w grobowcu rodzinnym Borettich i Maringe'ów (kwatera 4-1-29).

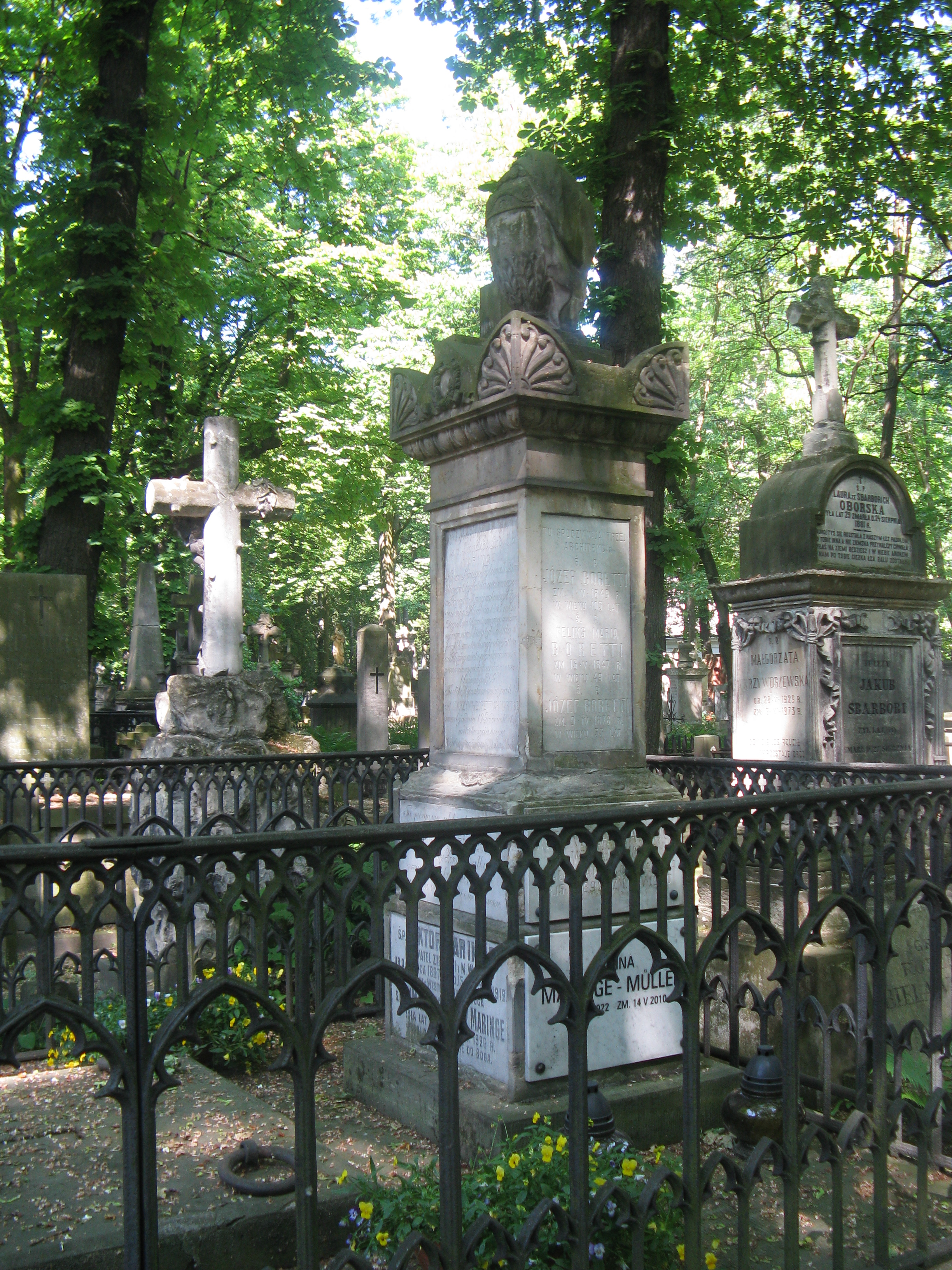
Grób rodzinny Borettich i Maringe'ów na cmentarzu Powązkowskim